# Sakka Nejne
Sakka Sigrid Brita Maria Nejne, född 5 januari 1936 i Handölsdalens sameby, död 21 juni 2023 i Strömsund, var en sydsamisk lärare, översättare, tolk, slöjdare och tidigare lokalradioreporter.

## Biografi
Nejne, som tillhörde den samiska släkten Kråik, föddes i Handölsdalens sameby i västra Jämtland och bodde sina första levnadsår i byn Tjallingen. Hon växte upp med sydsamiskan från sin mor som var noga med att hon skulle lära sig språket. Hon utbildade sig ursprungligen till gymnastiklärare, men uppmuntrades undervisa i sydsamiska.
Nejne har sedan arbetat som modersmålslärare i sydsamiska, tolkat för Sametinget och översatt litteratur. Hon var medförfattare till Sametingets sydsamiska ordbok, och 1997–2002 var hon ordförande för Same Ätnam. 2017 uppmärksammades hon av Strömsunds kommun för sin insats för språket.